# Leioheterodon
Leioheterodon — рід змій родини Pseudoxyrhophiidae. Представники цього роду є ендеміками Мадагаскару.

## Види
Рід Leioheterodon нараховує 3 види:
- Leioheterodon geayi (Mocquard, 1905)
- Leioheterodon madagascariensis (Duméril & Bibron, 1854)
- Leioheterodon modestus (Günther, 1863)

## Етимологія
Наукова назва роду Leioheterodon походить від сполучення слів дав.-гр. λειος — гладкий, ἑτερος — інший і οδους — зуб.